# 위험한 질주 (1984년 영화)
《위험한 질주》(Trial Run)는 뉴질랜드에서 제작된 멜라니 리드 감독의 1984년 스릴러 영화이다. 애니 위틀 등이 주연으로 출연하였고 돈 레이놀즈 등이 제작에 참여하였다. 이 영화는 스릴러 장르의 페미니스트 판이다.

## 출연

### 주연
- 애니 위틀
- 주디스 깁슨
- 크리스 브런

### 조연
- 스티븐 토저
- 마틴 샌더슨
- 리 그랜트